# Нестерово (Вашкинский район)
Нестерово — деревня в Вашкинском районе Вологодской области.
Входит в состав Андреевского сельского поселения, с точки зрения административно-территориального деления — в Андреевский сельсовет.
Расстояние по автодороге до районного центра Липина Бора — 53 км, до центра муниципального образования деревни Андреевская — 20 км. Ближайшие населённые пункты — Поповка-Пушторская, Сапогово, Фёдоровская.
По переписи 2002 года население — 3 человека.